# 1857
| 1857                                  |
| ------------------------------------- |
| Dødsfald - Fødsler                    |
| • Begivenheder • Litteratur • Politik |

| Gregoriansk kalender | 1857 MDCCCLVII          |
| Ab urbe condita      | 2610                    |
| Armensk kalender     | 1306 ԹՎ ՌՅԶ             |
| Kinesiske kalender   | 4553 – 4554 丙辰 – 丁巳 |
| Etiopisk kalender    | 1849 – 1850             |
| Jødisk kalender      | 5617 – 5618             |
| Hindukalendere       |                         |
| - Vikram Samvat      | 1912 – 1913             |
| - Shaka Samvat       | 1779 – 1780             |
| - Kali Yuga          | 4958 – 4959             |
| Iransk kalender      | 1235 – 1236             |
| Islamisk kalender    | 1274 – 1275             |

Konge i Danmark: Frederik 7. 1848-1863
Se også 1857 (tal)

## Begivenheder
- Lov om kvinders ligeberettigelse med mænd, med hensyn til myndighed og arveret.
- Efter at have nedkæmpet et oprør i Indien, gør England landet til en kronkoloni.
- De gamle monopoler på handel og håndværk ophæves med næringsloven.
- Københavns porte faldt  og voldene blev sløjfet

### Marts
- 4. marts - Dåbstvangen for folkekirkemedlemmers børn afskaffes

### April
- 1. april - Øresundstolden ophæves. Tolden var blevet indført i 1429

### Maj
- 1. maj - erobreren af Nicaragua, William Walker overgiver sig til den amerikanske hær

### August
- 27. august – Den første elektriske belysning tændes i København, ved Christiansborgs ridebane

### September
- 7. september - under Mountain Meadows-massakren dræber mormoner i Utah de fleste deltagere i en karavane af nybyggere på vej mod Californien

### Oktober
- 1. oktober - Lars Bjørnbak åbner Viby højere Landboskole
- 24. oktober - Sheffield F.C. grundlægges som verdens første fodboldklub

### December
- 4. december - Københavns første gasværk, Vestre Gasværk, træder i funktion
- 31. december - Dronning Victoria af Storbritannien vælger Ottawa som Canadas hovedstad

## Født
- 22. februar – Robert Baden-Powell, spejderbevægelsens stifter (død 1941).
- 22. februar – Heinrich Hertz, tysk fysiker (død 1894).
- 2. juni – Edward Elgar, engelsk komponist (død 1934).
- 2. juni – Karl Gjellerup, dansk forfatter, der blev tildelt Nobelprisen i litteratur i 1917 (død 1919).
- 24. juli – Henrik Pontoppidan, dansk forfatter, der blev tildelt Nobelprisen i litteratur i 1917 (død 1943).
- 5. september – Konstantin Tsiolkovsky, rumfartens fader (død 1935).
- 3. december – Joseph Conrad, engelsk forfatter (død 1924).
- 20. april – Herman Bang, dansk forfatter, kritiker og journalist (død 1912).

## Dødsfald
- 4. januar – Georg Carstensen, Tivolis grundlægger (født 1812).